# Sístán

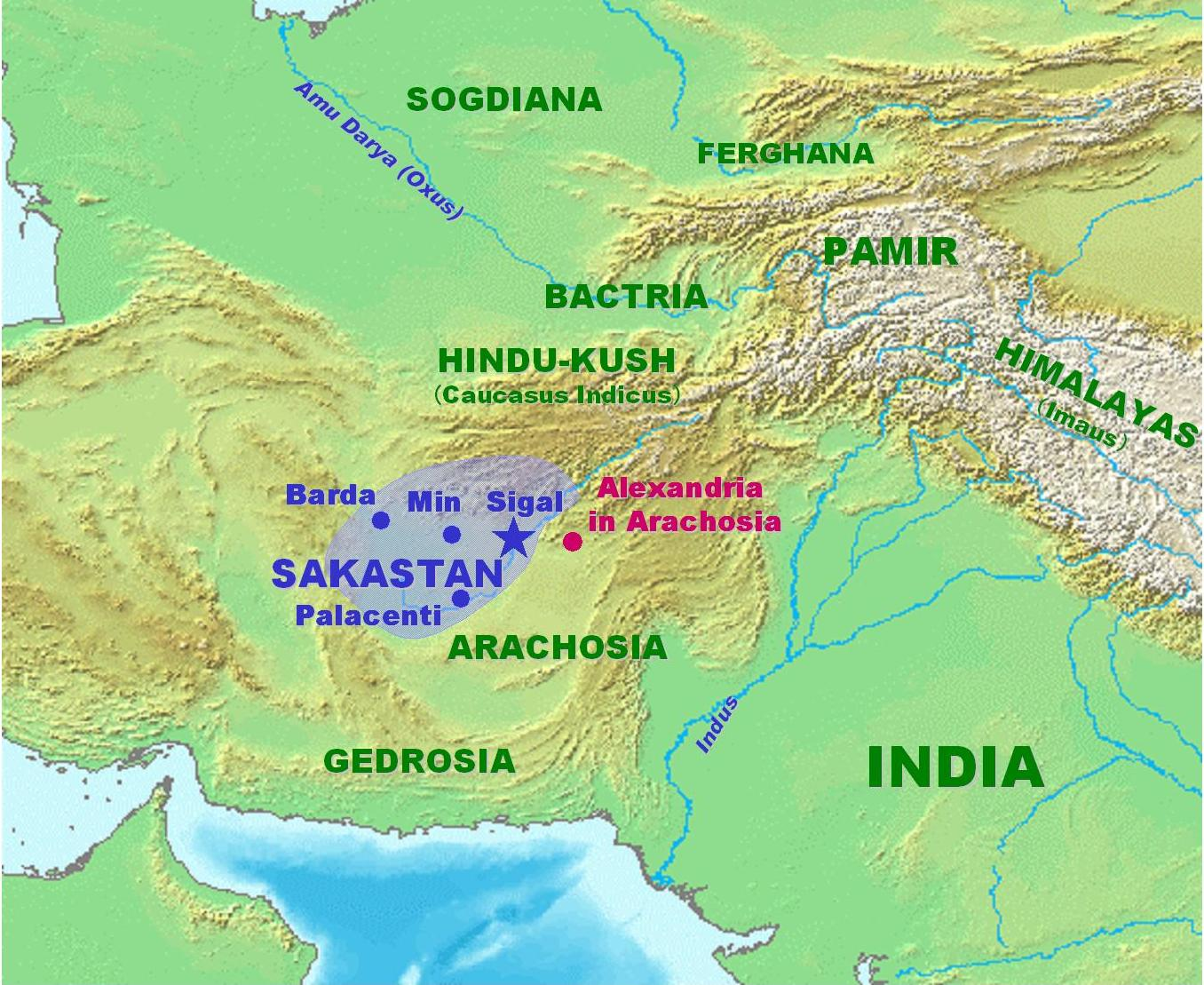
Sístán-Sakastán kolem roku 100 př. n. l.

Sístán, též Sakastán („země Saků“), je historické území Íránu, na území dnešní íránské provincie Sístán a Balúčistán a afghánských provincií Nímróz, Hilmand a Kandahár. Jeho centrem je město Zábol. Jedná se o nížinu s nadmořskou výškou mezi 450 a 520 m n. m., pro které je typické velké množství řek, které tvoří laguny (hámún) a tři velké delty: Lash-Juwain na řece Faráhrúd, Čachánsúr na řece Chašrúd, oboje v Afghánistánu, a nakonec vlastní Sístán na řece Hilmand. Podnebí je pouštní, s nízkými a nepravidelnými srážkami, velmi horkými léty a silnými větry. Sistán je obýván především Tádžiky, kromě toho také Balúči, Brahujci, Džáty a Gurdžary.
Název Sístán, též Sidžistán, vznikl po dobytí Persie Araby, a vychází ze staršího Sakastán, „země Saků“, které odkazuje na skytský kmen Saků. Území bylo také nazýváno Nímrúz („poledne, jih“), Zabulistán, v době Achaimenovské říše Drangiána.
Toto území je prostředím takzvaného sístánovského epického cyklu o hrdinech jako Rostam, Garšásp nebo Zál.